# Freightliner Century
Freightliner Century Class (кодовий номер P2) — вантажівка класу 8, яка вироблялася Freightliner Trucks з 1996 по 2010 рік. Перша модель сімейства вантажівок Freightliner зі звичайним капотом C-Series, Century Class замінила звичайну FLD (випущену в 1987 році). Лінійка моделей — це звичайні моделі з похилим капотом у аеродинамічному стилі, оснащені денною кабіною або кабіною зі спальним місцем.
Century Class залишався у виробництві в Сполучених Штатах до 2010 року, коли Freightliner Cascadia замінив його як друге покоління сімейства C-Series. Century Class залишався у виробництві для експортних ринків до 2020 року, коли його замінили Columbia CL112 і Cascadia (який також замінив Freightliner Argosy COE).

## Двигуни
- Caterpillar C13
- Caterpillar C15
- Caterpillar 3406E
- Detroit Diesel MBE 4000
- Detroit Diesel Series 60
- Detroit Diesel DD13/15/16
- Cummins ISX
- Cummins N14

## Передісторія

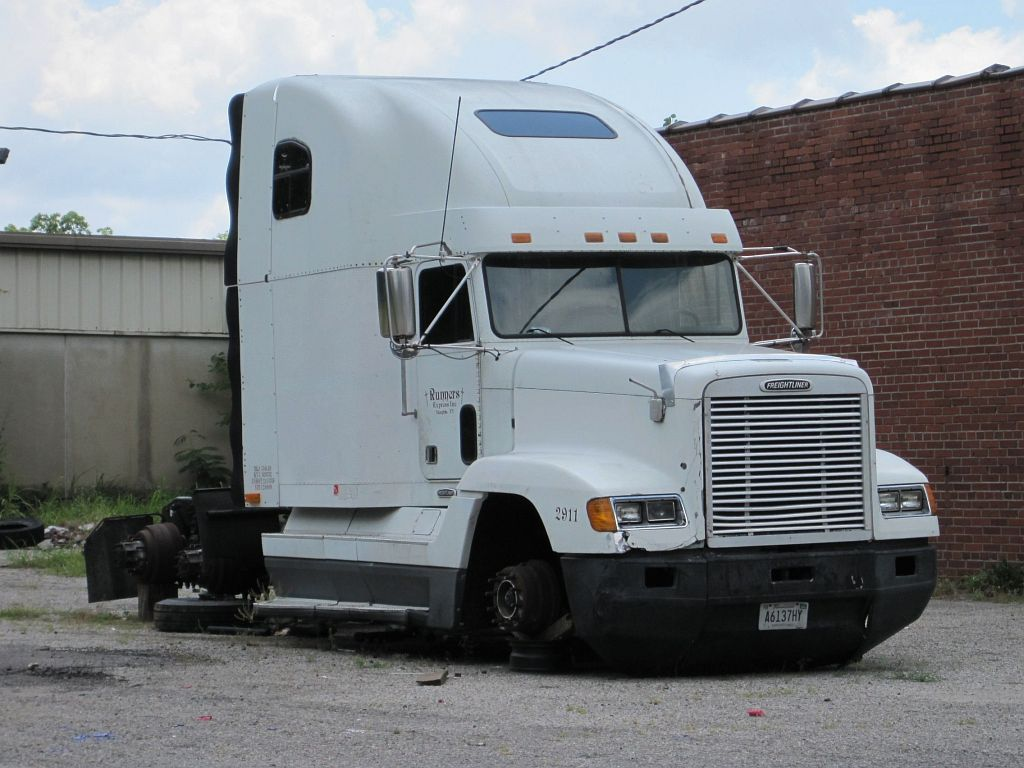
Freightliner FLD120, попередник Century Class

У 1981 році компанія Freightliner змінила власника, перейшовши від транспортної компанії Consolidated Freightways (її засновника) до Daimler AG. Протягом 1980-х років Daimler запровадив кілька серйозних змін у компанії. Лише після початку виробництва вантажівок зі звичайною кабіною в 1974 році компанія почала розширювати виробництво своєї лінійки Class 8; дерегуляція вантажівок призведе до майже зникнення вантажівок COE у Північній Америці до кінця 20 століття.
У 1985 році Freightliner представила лінійку вантажівок Business Class. Перша професійна вантажівка, вироблена брендом, FLC 112, поєднувала кабіну Mercedes-Benz LKN (COE з низькою кабіною) і абсолютно нове звичайне шасі. У 1991 році бізнес-клас було розширено, додавши середньотоннажну серію FL (замінивши вантажівки Mercedes-Benz L-серії, що довго експлуатувалися в Північній Америці), знову поєднавши кабіну Mercedes-Benz з капотним шасі Freightliner.
Хоча основний FLD120 була звичайною вантажівкою з аеродинамічним дизайном, його фундаментальна структура датується 1977 роком. На початку 1990-х C-серія стала першою сімейством моделей Freightliner, розробленою Daimler AG з нуля. Незважаючи на те, що Century Class/C120 не продається в Європі (регіон, де не віддають перевагу вантажівкам з капотом), Century Class/C120 був розроблений відповідно до європейських вимог краш-тесту. Разом із запровадженням удосконалень у сфері безпеки розробка мала на меті знизити загальну вартість експлуатації, прагнучи зменшити кількість точок технічного обслуговування та зменшити загальне споживання палива.

## Огляд моделі

### Century Class (C120)

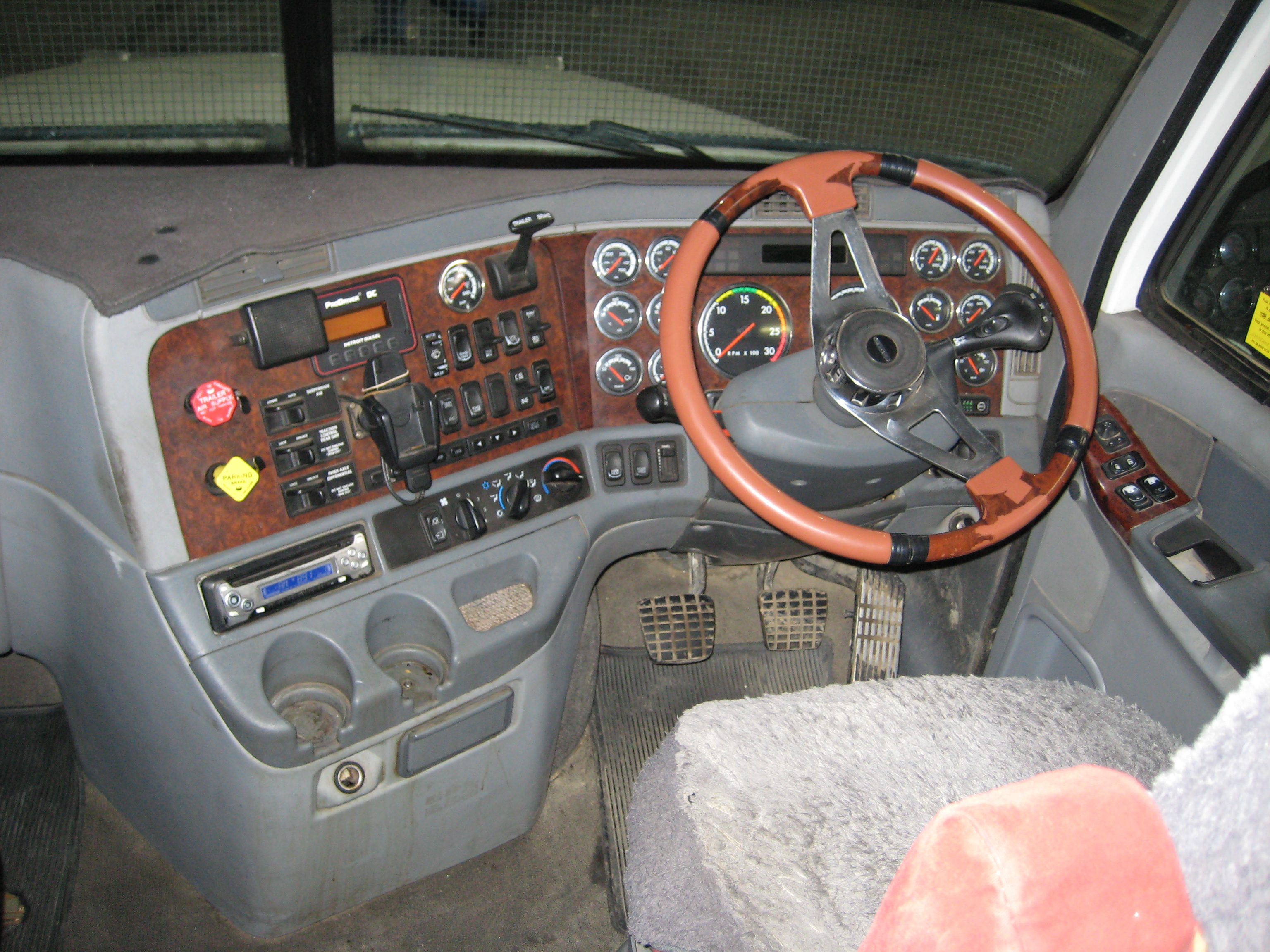

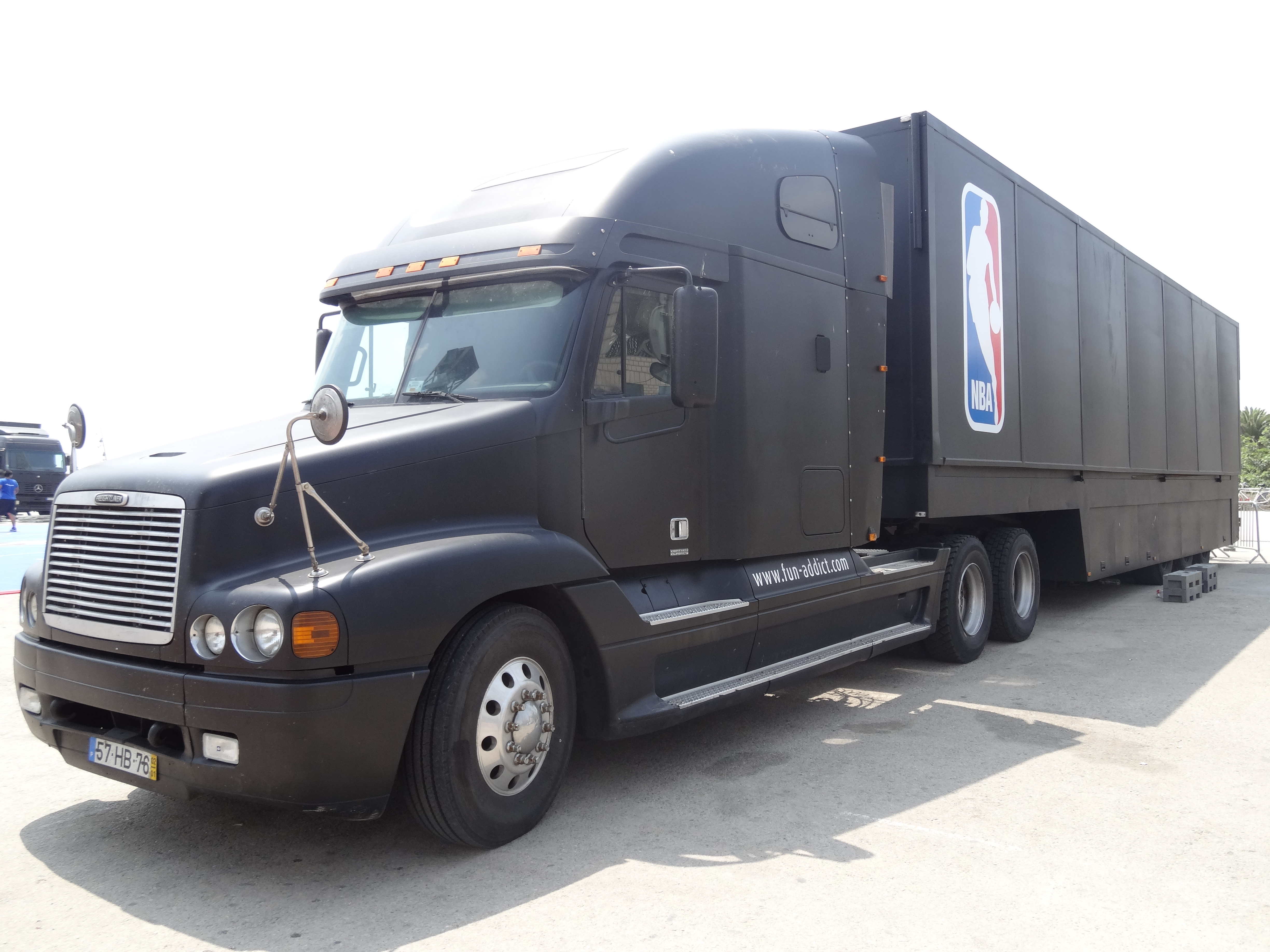
2000-2005 Freightliner Century Class S/T (спальна кабіна з високим дахом)

Представлений у 1995 році для 1996 року, Century Class поділив 120-дюймову довжину BBC FLD120. Відрізняючись своїми чотирма окремими фарами, ця лінійка моделей була однією з перших великих вантажівок, які збільшили використання бортової телематики; на той час транспортний засіб мав реєстрацію даних двигуна, додаткову бортову можливість обміну повідомленнями та додаткові системи телефону та факсу.
У 2000 році лінійка моделей була переглянута, ставши Century Class S/T (S/T = Safety and Technology). Пакет S/T додав бокову подушку безпеки водія та вдосконалені обмежувачі для кріплення сидінь. Century Class S/T також пропонувався з сидінням для водія та опцією рюкзака. Варіант «Рюкзак» являв собою додатковий горб зі скловолокна, доданий назовні моделі спального місця в задній кабіні, який забезпечував додатковий внутрішній простір для зберігання між ліжками.
У 2005 році випуску Century Class S/T вперше було оновлено. Щоб задовольнити вимоги до повітрозабірника оновлених стандартів викидів, площа впускного отвору решітки була значно збільшена в розмірах (поширюється на бампер). Щоб підвищити видимість (і спростити заміну), усі лампи для фар, водіння та протитуманних фар були замінені на змінні композитні лампи. Незважаючи на те, що оновлений Century Class S/T оснащений більшою та вільною решіткою радіатора, оновлений профіль Century Class S/T не змінив аеродинаміки.
У 2010 році Century Class було знято з експлуатації в Північній Америці, замість нього прийшов Freightliner Cascadia (випущений у 2008 році). Модель залишалася у виробництві для експортних продажів до 2020 року.

## Варіанти

### Columbia (CL120)

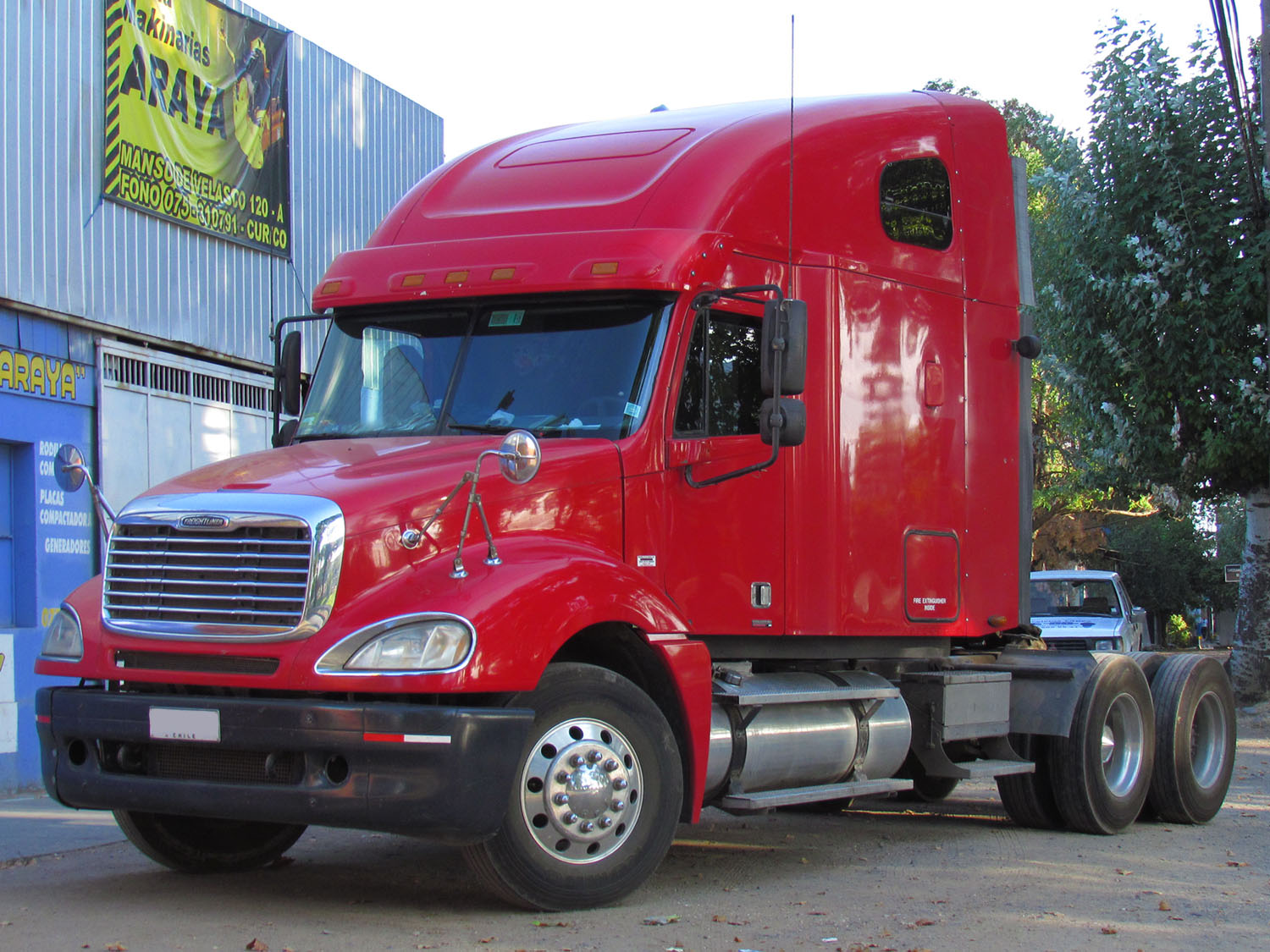
Freightliner CL 120 Columbia 2010

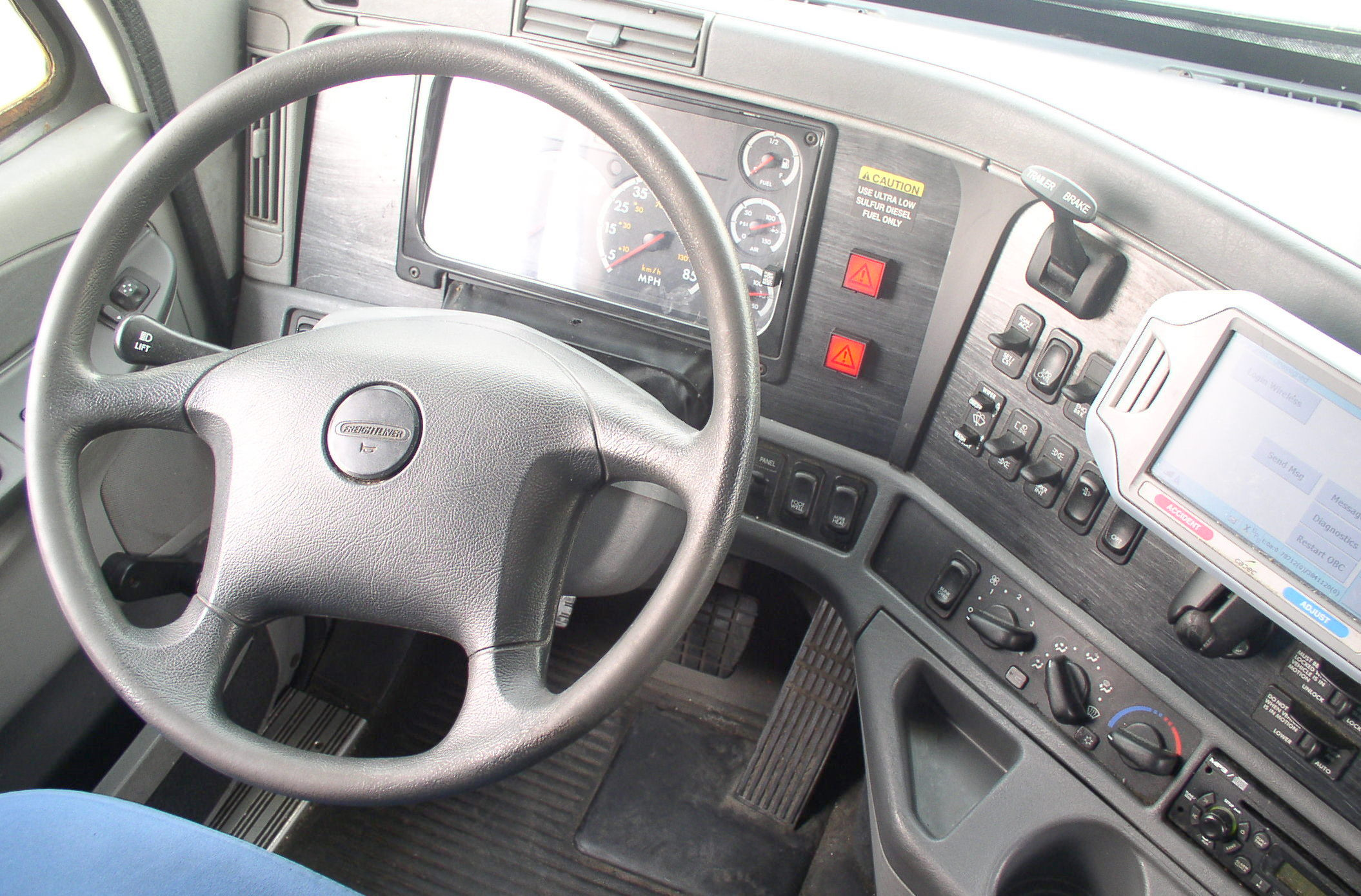

Для виробництва 2002 року Freightliner Columbia став другою аеродинамічною традиційною моделлю для сімейства C-Series. Поділяючи структуру кабіни з Century Class, Columbia вирізнявся своїми краплеподібними фарами (у стилі Freightliner M2) і меншою решіткою радіатора.
На відміну від Century Class, Columbia була розроблена в основному для автопарків, а також для використання власниками-операторами.

### Coronado (CC132)

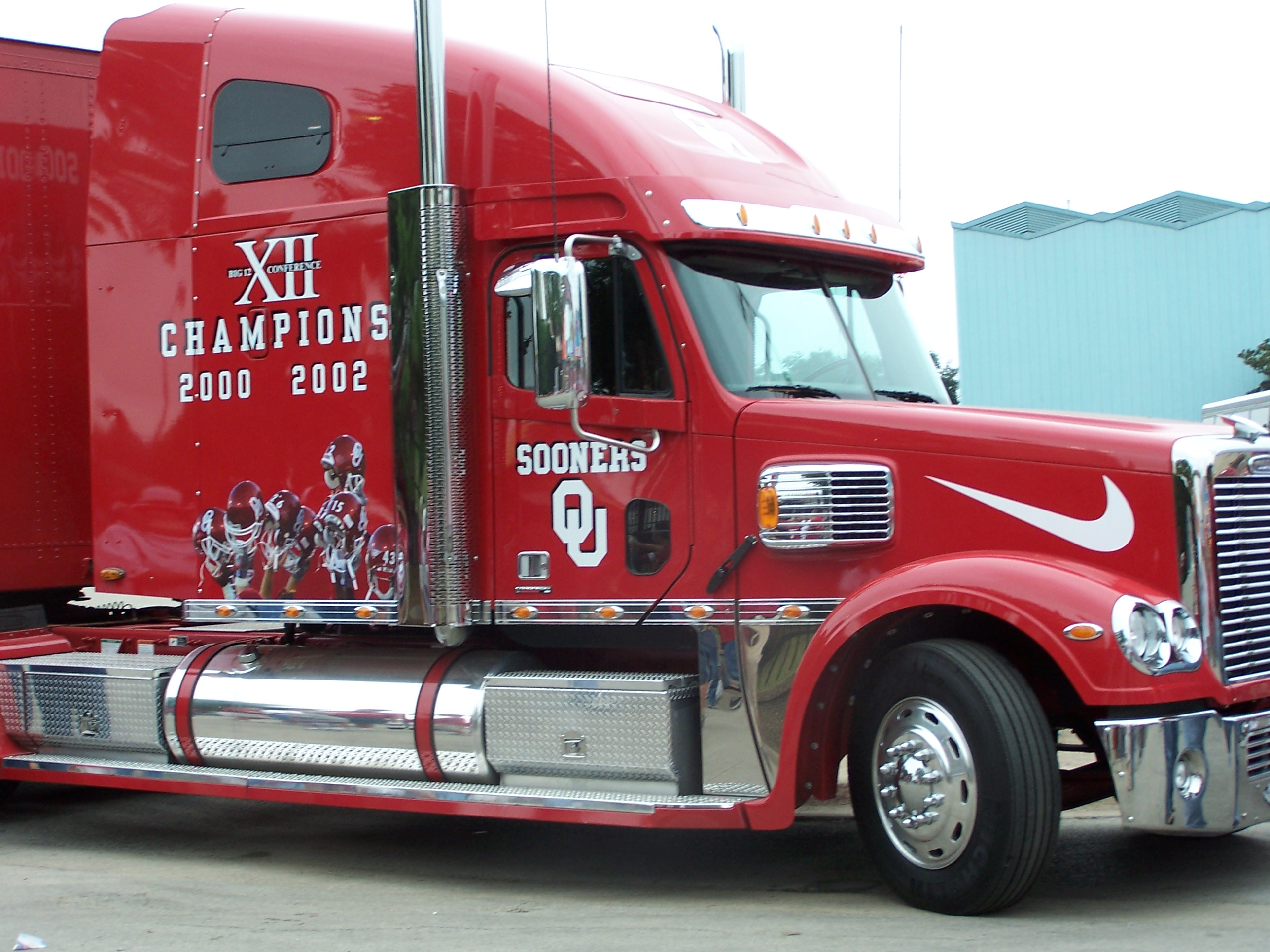
Freightliner Coronado 2002

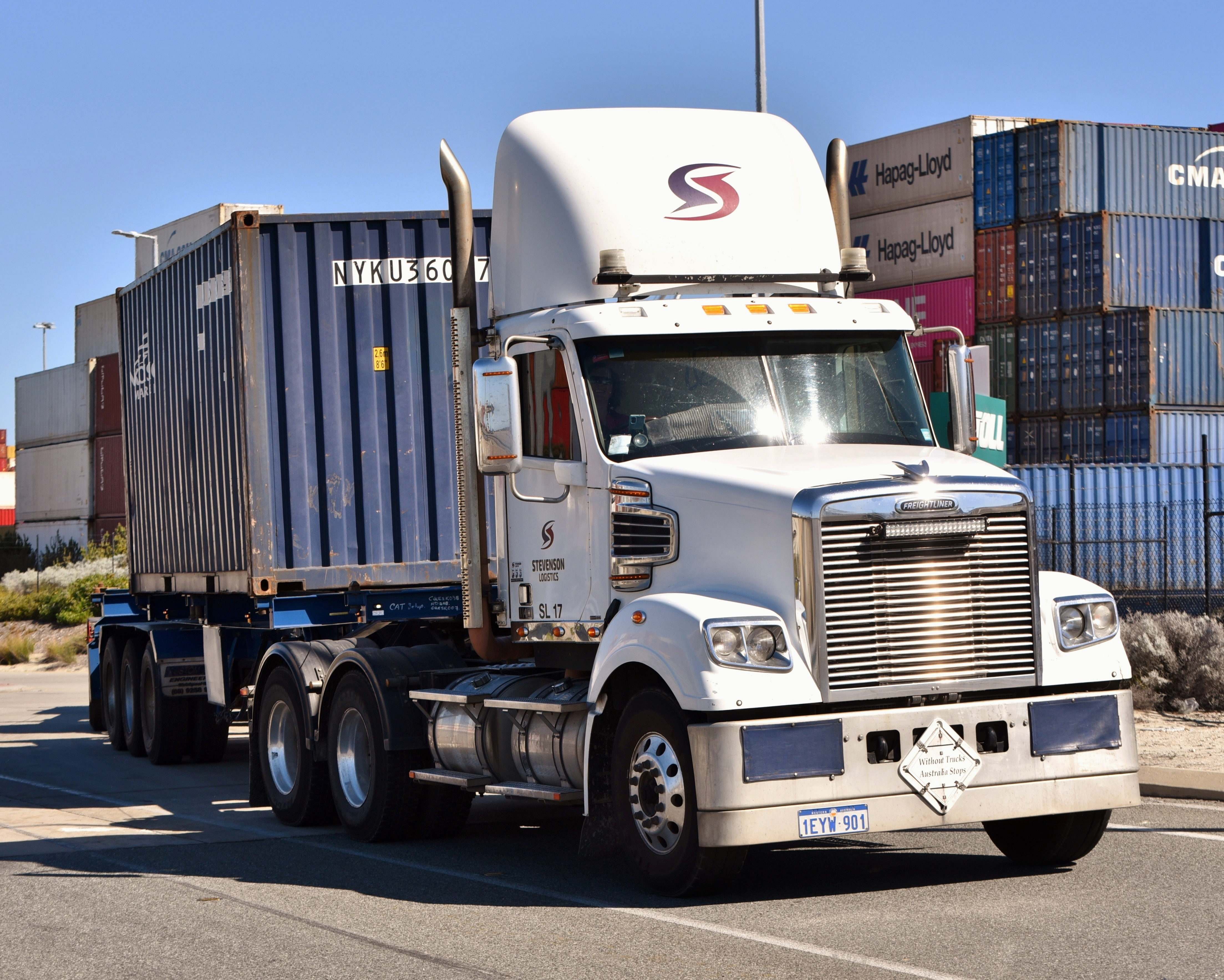
Freightliner Coronado 2010

Для виробництва 2002 року Freightliner Coronado був представлений як третя модель сімейства C-Series. Будучи версією FLD 132 (Classic XL), Coronado поділив свою кабіну з моделями Century Class і Columbia, але був оснащений подовженим капотом із великою прямокутною хромованою решіткою, зовнішніми повітрозабірниками та хромовані фари.
Було випущено дві версії Coronado. У 2010 році модель пройшла рестайлінг з трапецієподібними рамками фар; пізніше в Північній Америці її було названо 122SD. В даний час Coronado 2002-2010 років випуску залишається у виробництві.

### Argosy

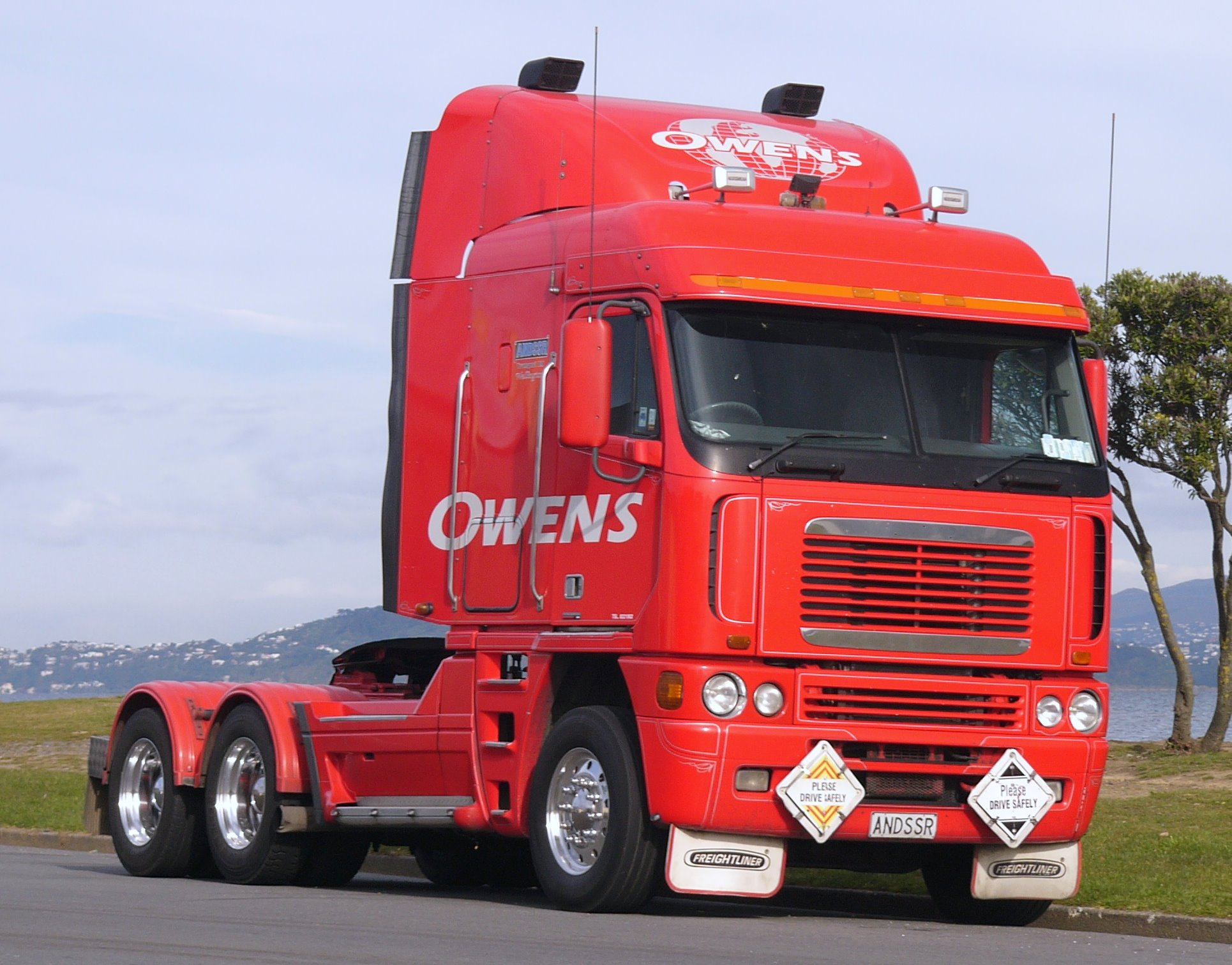
Freightliner Argosy

Представлений у 1998 році Freightliner Argosy COE замінив лінії FLA/FLB COE 1980-х років. Окрім візуальної схожості з Century Class (обидва вантажівки мають декілька структурних компонентів), Argosy також поділився своєю бортовою телематикою з Century Class. Один із найдосконаліших конструкцій COE, коли-небудь вироблених у Північній Америці, автомобіль був виготовлений із двигуном заввишки лише 3 дюйми (фактично створюючи рівну підлогу в салоні).
Freightliner Argosy був остаточним проектом COE, який буде представлено та продано в Північній Америці, при цьому Freightliner припинить продажі автомобілів заводської збірки після 2006 року; Окрім експортного виробництва, Argosy залишався доступним до 2020 року.
Шасі Tourbillon виготовлено з вуглецевого композиту T800, з передньою та задньою рамами, на яких використовуються 3D-друковані скоби, і акумулятор, інтегрований у монокок, щоб зменшити вагу. Він також має дифузор, призначений для роботи як частина аварійної конструкції замість задньої аварійної балки, що є ще одним засобом зниження ваги.